# شهرستان وولیان
شهرستان وولیان (به لاتین: Wulian County) یک شهرستان‌های جمهوری خلق چین در چین است که در ریژائو واقع شده‌است.